# آرزوی عروسک پارچه‌ای
عروسک پارچه‌ای
(به ترکی استانبولی: Bez Bebek) نام سریالی دنباله‌دار در ژانر فانتزی است که پخش آن در سپتامبر ۲۰۰۷ آغاز شد و در آوریل ۲۰۰۹ به پایان رسید مورد استقبال ببینده قرار گرفت.

## داستان
نانا عروسک پارچه ای هست که در تولد صد سالگیش آرزوها می کنه یک انسان واقعی باشه عروسکی بنام جوکر هم که 99 سال همین آرزوه را داشته سعی می کند از انسان شدن نانا جلوگیری کند

## پخش در فارسی۱
شبکه فارسی ۱ این سریال دنباله دار را با دوبلهٔ فارسی پخش می‌کرد. زمان پخش این سریال در این شبکه از عید 1388 شروع شد ، ابتدا جمعه ها ساعت ۷:۳۰ شب ولی بعد ها با تغییرات برنامه شنبه تا چهارشنبه ساعت ۶ عصر به وقت تهران بود تغییر داده شد و در سال 1391 به اتمام رسید این سریال با دوبله فارسی در 194 قسمت پخش شد .

## بازیگران
- evrim akin (نانا)
- tan sagturk (هاکان)
- oya aydogan (کولینا)
- sevinc aktansel (ماک پوش)
- mehmet usta (جوکر)
- fatos kabasakal (سینگه)
- age tanman (إمره)
- reyhan asena (یامور)
- tugrual arseve (ولکان)
- sibel kasapoglu (ازگه)
- ferdi atuner (آقای مدیر)
- sukran ovali (مروه)
- eda yilmaz (غمزه)
- gorfo (گرفو)

## تغییر بازیگر هاکان در فصل سوم
بازیگر نقش tan sagturk (هاکان) که در دو فصل سریال حضور داشت با تمایل خودش از سریال انصراف داد و بازیگری جایگزین او در فصل سوم بازی کرد ، این سریال که قرار بود در فصل دوم به پایان برسد با استقبال بیننده فصل سوم هم ساخته شد.